# Diamond Rio
Diamond Rio ist eine aus Nashville stammende US-amerikanische Country-Musik-Band und Grammy-Preisträger.

## Werdegang
Mitte der 1980er Jahre fanden sich in Nashville sechs Musiker zusammen, die aus verschiedenen Gegenden der USA stammten und über langjährige Erfahrungen im Musikgeschäft verfügten. Als The Tennessee River Boys spielte das Sextett im Vergnügungspark Opryland die gängigsten Hits der Country-Musik. Es dauerte fast sieben Jahre, bis es gelang, einen Schallplattenvertrag zu erhalten. Unter dem Namen Diamond Rio unterschrieb die Band 1990 bei Arista Records; der Bandname setzt sich aus den Lastwagenfirmen „Diamond T“ und „REO“ zusammen.
1991 wurde das Album Diamond Rio eingespielt. Die Singleauskopplung Meet in the Middle erreichte die Spitzenposition der Country-Charts. Weitere Singles schafften es in die Top-10. Das Album selbst wurde vergoldet. Noch nie war einer Country-Band ein erfolgreicheres Debüt gelungen. Es gab mehrere Auszeichnungen und Nominierungen.
Ihr nächstes Album, Close To The Edge, erschien 1992. Wieder wurden einige erfolgreiche Singles ausgekoppelt. Diamond Rio wurden zur CMA Gruppe des Jahres gewählt. Ihre Erfolgssträhne hielt auch in den nächsten Jahren an. Jedes Album erreichte Gold- oder Platinstatus, fast jede Single schaffte es in die Top-10. Die bisher letzten Nummer-1-Hits waren 2002 It’s A Mess und I Believe. Seit 1998 ist die Band Mitglied der Grand Ole Opry.
Ihr Erfolg ist zum großen Teil der musikalischen Vielseitigkeit zu verdanken. Die einzelnen Bandmitglieder verschmolzen ihre Erfahrungen, die sie in Genres wie Rock, Jazz oder Country gesammelt hatten.
Ihr bislang letztes Studioalbum I Made It erschien 2015.

## Diskografie

### Studioalben
| Jahr | Titel                                          | Höchstplatzierung, Gesamtwochen, AuszeichnungChartplatzierungen (Jahr, Titel, Platzierungen, Wochen, Auszeichnungen, Anmerkungen) | Höchstplatzierung, Gesamtwochen, AuszeichnungChartplatzierungen (Jahr, Titel, Platzierungen, Wochen, Auszeichnungen, Anmerkungen) | Anmerkungen                              |
| Jahr | Titel                                          | US | Country | Anmerkungen                              |
| ---- | ---------------------------------------------- | --- | --- | ---------------------------------------- |
| 1991 | Diamond Rio                                    | US83 Platin · (85 Wo.)US | Country13 (103 Wo.)Country | Erstveröffentlichung: 28. Mai 1991       |
| 1992 | Close to the Edge                              | US87 Gold · (21 Wo.)US | Country24 (54 Wo.)Country | Erstveröffentlichung: 27. Oktober 1992   |
| 1994 | Love a Little Stronger                         | US100 Platin · (27 Wo.)US | Country13 (60 Wo.)Country | Erstveröffentlichung: 19. Juli 1994      |
| 1996 | IV                                             | US92 Gold · (8 Wo.)US | Country14 (38 Wo.)Country | Erstveröffentlichung: 27. Februar 1996   |
| 1998 | Unbelievable                                   | US70 Gold · (34 Wo.)US | Country9 (62 Wo.)Country | Erstveröffentlichung: 28. Juli 1998      |
| 2001 | One More Day                                   | US36 Gold · (20 Wo.)US | Country5 (95 Wo.)Country | Erstveröffentlichung: 6. Februar 2001    |
| 2002 | Completely                                     | US23 Gold · (40 Wo.)US | Country3 (79 Wo.)Country | Erstveröffentlichung: 23. Juli 2002      |
| 2007 | A Diamond Rio Christmas: The Star Still Shines | — | Country56 (6 Wo.)Country | Erstveröffentlichung: 24. November 2007  |
| 2009 | The Reason                                     | — | Country41 (21 Wo.)Country | Erstveröffentlichung: 22. September 2009 |

Weitere Studioalben
- 2015: I Made It

### Livealben
- 2014: Diamond Rio Live

### Kompilationen
| Jahr | Titel                   | Höchstplatzierung, Gesamtwochen, AuszeichnungChartplatzierungen (Jahr, Titel, Platzierungen, Wochen, Auszeichnungen, Anmerkungen) | Höchstplatzierung, Gesamtwochen, AuszeichnungChartplatzierungen (Jahr, Titel, Platzierungen, Wochen, Auszeichnungen, Anmerkungen) | Höchstplatzierung, Gesamtwochen, AuszeichnungChartplatzierungen (Jahr, Titel, Platzierungen, Wochen, Auszeichnungen, Anmerkungen) | Anmerkungen                            |
| Jahr | Titel                   | DE | US | Country | Anmerkungen                            |
| ---- | ----------------------- | --- | --- | --- | -------------------------------------- |
| 1997 | Greatest Hits           | DE60 (1 Wo.)DE | US75 Platin · (15 Wo.)US | Country8 (78 Wo.)Country | Erstveröffentlichung: 15. Juli 1997    |
| 2006 | Greatest Hits, Volume 2 | — | US62 (13 Wo.)US | Country12 (26 Wo.)Country | Erstveröffentlichung: 9. Mai 2006      |
| 2008 | 16 Biggest Hits         | — | — | Country63 (11 Wo.)Country | Erstveröffentlichung: 23. Februar 2008 |

Weitere Kompilationen
- 1999: Super Hits
- 2003: All American Country
- 2008: Playlist: The Very Best of Diamond Rio

### Singles
| Jahr | Titel Album                                         | Höchstplatzierung, Gesamtwochen, AuszeichnungChartplatzierungen (Jahr, Titel, Album, Platzierungen, Wochen, Auszeichnungen, Anmerkungen) | Höchstplatzierung, Gesamtwochen, AuszeichnungChartplatzierungen (Jahr, Titel, Album, Platzierungen, Wochen, Auszeichnungen, Anmerkungen) | Anmerkungen                             |
| Jahr | Titel Album                                         | US | Country | Anmerkungen                             |
| ---- | --------------------------------------------------- | --- | --- | --------------------------------------- |
| 1991 | Meet in the Middle Diamond Rio                      | US— ×2DoppelplatinUS | Country1 (20 Wo.)Country | Erstveröffentlichung: 11. Februar 1991  |
| 1991 | Mirror, Mirror Diamond Rio                          | — | Country3 (20 Wo.)Country | Erstveröffentlichung: 1. Juli 1991      |
| 1991 | Mama Don’t Forget to Pray for Me Diamond Rio        | — | Country9 (20 Wo.)Country | Erstveröffentlichung: 4. November 1991  |
| 1992 | Norma Jean Riley Diamond Rio                        | — | Country2 (20 Wo.)Country | Erstveröffentlichung: 23. März 1992     |
| 1992 | Nowhere Bound Diamond Rio                           | — | Country7 (20 Wo.)Country | Erstveröffentlichung: 29. Juni 1992     |
| 1992 | In a Week or Two Close to the Edge                  | — | Country2 (20 Wo.)Country | Erstveröffentlichung: 2. November 1992  |
| 1993 | Oh Me, Oh My, Sweet Baby Close to the Edge          | — | Country5 (20 Wo.)Country | Erstveröffentlichung: 15. März 1993     |
| 1993 | This Romeo Ain’t Got Julie Yet Close to the Edge    | — | Country13 (20 Wo.)Country | Erstveröffentlichung: 5. Juli 1993      |
| 1993 | Sawmill Road Close to the Edge                      | — | Country21 (20 Wo.)Country | Erstveröffentlichung: 27. November 1993 |
| 1994 | Love a Little Stronger                              | — | Country2 (20 Wo.)Country | Erstveröffentlichung: 9. Mai 1994       |
| 1994 | Night Is Fallin’ in My Heart Love a Little Stronger | — | Country9 (20 Wo.)Country | Erstveröffentlichung: 4. Oktober 1994   |
| 1995 | Bubba Hyde Love a Little Stronger                   | — | Country16 (20 Wo.)Country | Erstveröffentlichung: 4. Februar 1995   |
| 1995 | Finish What We Started Love a Little Stronger       | — | Country19 (20 Wo.)Country | Erstveröffentlichung: Mai 1995          |
| 1995 | Walkin’ Away IV                                     | — | Country2 (20 Wo.)Country | Erstveröffentlichung: 27. November 1995 |
| 1996 | That’s What I Get for Lovin’ You IV                 | — | Country4 (20 Wo.)Country | Erstveröffentlichung: April 1996        |
| 1996 | It’s All in Your Head IV                            | — | Country15 (20 Wo.)Country | Erstveröffentlichung: 19. August 1996   |
| 1996 | Holdin’ IV                                          | — | Country4 (20 Wo.)Country | Erstveröffentlichung: 9. Dezember 1996  |
| 1997 | How Your Love Makes Me Feel Greatest Hits           | — | Country1 (22 Wo.)Country | Erstveröffentlichung: 26. Mai 1997      |
| 1997 | Imagine That Greatest Hits                          | — | Country4 (21 Wo.)Country | Erstveröffentlichung: 3. November 1997  |
| 1998 | You’re Gone Unbelievable                            | — | Country4 (23 Wo.)Country | Erstveröffentlichung: 1. Juni 1998      |
| 1998 | Unbelievable                                        | US36 (20 Wo.)US | Country2 (29 Wo.)Country | Erstveröffentlichung: 19. Oktober 1998  |
| 1999 | I Know How the River Feels Unbelievable             | — | Country33 (20 Wo.)Country | Erstveröffentlichung: 29. März 1999     |
| 2000 | Stuff One More Day                                  | — | Country36 (17 Wo.)Country | Erstveröffentlichung: 20. Mai 2000      |
| 2000 | One More Day                                        | US29 Platin · (20 Wo.)US | Country1 (33 Wo.)Country | Erstveröffentlichung: 30. Oktober 2000  |
| 2001 | Sweet Summer One More Day                           | — | Country18 (20 Wo.)Country | Erstveröffentlichung: 7. Mai 2001       |
| 2001 | That’s Just That One More Day                       | — | Country42 (10 Wo.)Country | Erstveröffentlichung: 2001              |
| 2002 | Beautiful Mess Completely                           | US28 Platin · (20 Wo.)US | Country1 (45 Wo.)Country | Erstveröffentlichung: 1. April 2002     |
| 2002 | I Believe Completely                                | US31 (20 Wo.)US | Country1 (34 Wo.)Country | Erstveröffentlichung: 18. November 2002 |
| 2003 | Wrinkles Completely                                 | — | Country16 (22 Wo.)Country | Erstveröffentlichung: 28. Juli 2003     |
| 2004 | We All Fall Down Completely                         | — | Country45 (8 Wo.)Country | Erstveröffentlichung: 2003              |
| 2005 | Can’t You Tell                                      | — | Country43 (5 Wo.)Country | Erstveröffentlichung: 2005              |
| 2005 | One Believer Can’t You Tell                         | — | Country42 (9 Wo.)Country | Erstveröffentlichung: 2005              |
| 2006 | God Only Cries Greatest Hits II                     | — | Country30 (20 Wo.)Country | Erstveröffentlichung: 2006              |

Weitere Singles
- 2009: God Is There
- 2010: This Is My Life

### Gastbeiträge
| Jahr | Titel Album                                                        | Höchstplatzierung, Gesamtwochen, AuszeichnungChartsChartplatzierungen (Jahr, Titel, Album, Platzierungen, Wochen, Auszeichnungen, Anmerkungen) | Anmerkungen      |
| Jahr | Titel Album                                                        | Country | Anmerkungen      |
| ---- | ------------------------------------------------------------------ | --- | ---------------- |
| 1994 | Workin’ Man’s Blues Mama’s Hungry Eyes: A Tribute to Merle Haggard | Country48 (15 Wo.)Country | als Jed Zeppelin |